# Suore missionarie dell'Immacolata Concezione della Madre di Dio
Le suore missionarie dell'Immacolata Concezione della Madre di Dio (in inglese Missionary Sisters of the Immaculate Conception of the Mother of God) sono un istituto religioso femminile di diritto pontificio: le suore di questa congregazione pospongono al loro nome la sigla S.M.I.C.

## Storia
Le origini della congregazione risalgono al 15 maggio 1910, quando il vescovo Amando Bahlmann (1862-1939), prelato di Santarém, invitò le monache concezioniste francescane di Rio de Janeiro a lavorare in Amazzonia.
L'invito fu accolto da quattro religiose: a loro si unì presto Elizabeth Tombrock (1878-1938), fondatrice con Bahlmann dell'istituto, che il 5 dicembre 1910 diede formalmente inizio alla congregazione delle Povere Clarisse Missionarie dell'Immacolata Concezione.
Verso il 1914 la Tombrock (in religione, madre Maria Immacolata) si stabilì in Europa e acquistò un convento a Münster per reclutare nuove religiose in Germania: a causa dello scoppio della prima guerra mondiale i contatti con la casa madre di Santarém si interruppero, tanto che il ramo tedesco si sviluppò come congregazione autonoma in attesa della fine del conflitto.
I legami tra le religiose in Brasile e quelle in Germania furono riallacciati nel 1919 e il 15 maggio 1921 Bahlmann approvò le costituzioni già adottate dalle suore di Münster.
Nel 1922 i fondatori si recarono negli Stati Uniti d'America per raccogliere fondi per un orfanotrofio e stabilirono la casa generalizia della congregazione a Saint Bonaventure, presso Buffalo, nello stato di New York.
Nel 1931 venne aperta la prima filiale in Cina. Con l'avvento al potere di Adolf Hitler le case in Germania vennero confiscate; le comunità in Cina furono trasferite a Taiwan dopo il 1948.
Il 4 novembre 1925 la congregazione fu aggregata all'Ordine dei frati minori e le religiose abbandonarono la regola delle concezioniste in favore di quella del terz'ordine regolare francescano; le missionarie dell'Immacolata Concezione ricevettero il pontificio decreto di lode il 30 aprile 1929 e le loro costituzioni furono approvate definitivamente dalla Santa Sede il 1º aprile 1941.

## Attività e diffusione
Le suore missionarie dell'Immacolata Concezione sono impegnate in varie forme di apostolato.
Sono presenti in Brasile, Cina, Germania, Namibia, Stati Uniti d'America, Taiwan; la sede generalizia è a West Paterson, nel New Jersey.
Alla fine del 2008 la congregazione contava 377 religiose in 55 case.